# Termitophorina africana
Termitophorina africana är en tvåvingeart som beskrevs av Borgmeier 1967. Termitophorina africana ingår i släktet Termitophorina och familjen puckelflugor. Inga underarter finns listade i Catalogue of Life.